# الودر
الودر، روستایی از توابع بخش قره چای شهرستان خنداب در استان مرکزی ایران است.

## مردم
مردم این روستا لر می باشند و به زبان لری بروجردی سخن میگویند.اصالت بیشتر مردم این روستا به روستای خشتیانک بروجرد برمی‌گردد که به این مکان مهجرت کردند.

## جمعیت
این روستا در دهستان سنگ سفید قرار دارد و براساس سرشماری مرکز آمار ایران در سال ۱۳۸۵، جمعیت آن ۶۵۵ نفر (۱۴۸خانوار) بوده‌است.